# Francisco Leitão de Carvalho
Francisco Leitão de Carvalho (Lamego - 21 de Setembro de 1806) foi um prelado português.

## Biografia
Filho de António Leitão de Carvalho e de sua mulher Maria Teresa Jacinta Rebelo de Vasconcelos.
Muito jovem, ingressou na ordem de Cister, em Alcobaça, e professou no mosteiro cisterciense de Santa Maria de Salzedas, onde ensinou teologia.
Na ordem de Cister, foi abade do Convento de Nossa Senhora do Desterro em Lisboa, procurador-geral, geral e reformador.
D. Francisco Leitão de Carvalho foi igualmente Esmoler-mor do Reino.

## Bispo de Beja
Eleito Bispo de Beja em 24 de março de 1802 e confirmado e sagrado no ano seguinte, fez a sua entrada solene na diocese em 21 de dezembro de 1803.
Foi o segundo bispo da diocese restaurada de Beja.
Da sua actividade pastoral apenas se conhece uma provisão, de 4 de janeiro de 1805, através da qual publicou o Breve de Pio VII: Cum, sicut quedam sunt, de 24 de junho de 1804, através do qual o papa permitia aos fiéis o trabalho em vários dias do ano.
Morreu em 21 de setembro de 1806.